# Hamid Karzai
Hamid Karzai (pashto: حامد کرزی, Hāmid Karzay, født 24. december 1957 i Karz nær Kandahar) er en afghansk politiker, der var Afghanistans præsident fra 2001 til 2014. 
Han blev 5. december 2001 af FN udnævnt som leder af overgangsregeringen i Afghanistan. Stammerådet i Afghanistan, Loya jirga, udnævnte ham til præsident 13. juni 2002.

Ved præsidentvalget i 2004 fik han 4,3 millioner stemmer ud af 8,1 millioner stemmer, eller i alt 55,4 % af de afgivne stemmer. Han vandt i 21 ud af 34 provinser, og blev den 7. december 2004 officielt indsat som Afghanistans første demokratisk valgte præsident. Han blev genvalgt ved præsidentvalget i 2009 til hans anden og sidste valgperiode, i henhold til Afghanistans forfatning kan en kandidat kun to gange være præsident, derfor genopstillede han ikke til præsidentvalget i 2014.

## Liv og karriere
Karzai er etnisk pasthun og medlem af den magtfulde Populzai-klan. Han er uddannet i statskundskab ved Himachal University i Shimla, Indien 1979-1983. Efter hjemkomsten arbejdede han gennem 1980'erne med at skaffe penge til kampen mod den sovjetiske besættelse af Afghanistan. Efter Sovjetunionens tilbagetrækning blev han minister i Burhanuddin Rabbanis regering.
Karzai taler seks sprog: pashtu, dari, urdu, engelsk, fransk og hindi. Han blev i 1998 gift med Zinat Karzai som er læge. De har ingen børn.
Da Taliban blev aktive i 1990'erne var Karzai i starten blandt deres støtter, men brød senere med dem. Efter Taliban havde styrtet Rabbani i 1996, nægtede Karzai at blive deres FN-ambassadør. I 1997 sluttede Karzai sig til mange af sine familiemedlemmer i Quetta (Pakistan), hvorfra han arbejdede for at genindsætte kong Zahir Shah. Hans far blev snigmyrdet 14. juli 1999, formentligt af talibanfolk, og Karzai svor at ville hævne ham ved at bringe Taliban til fald.
Efter terrorangrebet 11. september 2001 mod USA begyndte han at samarbejde med USA om at vælte Taliban og skaffe støtte til en ny regering. 5. december 2001 blev han på et FN-ledet møde i Bonn med en række formodede indflydelsesrige eksil-afghanere udpeget som leder af overgangsregering. Indsættelsen fandt officielt sted 22. december.
Karzai var udsat for attentat i Kandahar 5. september 2002. Han kom ikke noget til, men en af hans livvagter blev dræbt, og adskillige andre personer såret.
Hans reelle magt under præsidentposten udenfor hovedstaden Kabul var begrænset.

## Fodnoter
1. ↑  Government – Afghan Bonn Agreement
2. ↑  BBC NEWS:Karzai elected Afghan leader